# Roc della Niera
Il Roc della Niera (3.177 m s.l.m.  - Tête des Toillies in francese) è una montagna delle Alpi Cozie.

## Caratteristiche

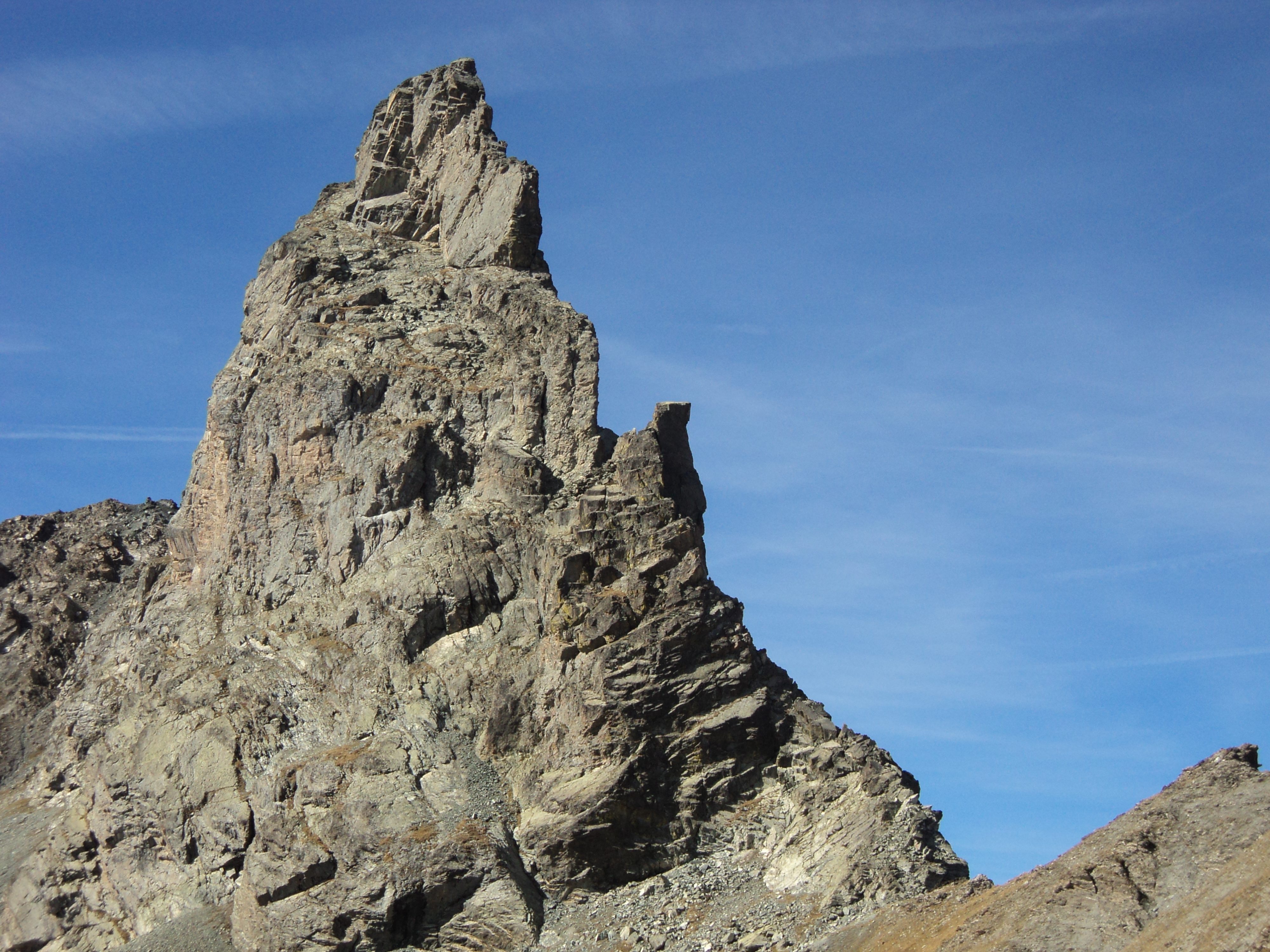
La struttura sommitale della montagna vista da nord-est.

Il Roc della Niera è situato fra il Colle dell'Agnello e il Mongioia. Il nome pare riferito all'aspetto scuro delle rocce. Geologicamente è costituita da gabbro.

## Salita alla vetta
La via di salita è facile ma presenta un singolo breve passo su rocce esposte valutabile di II grado.
Partendo dal versante italiano la salita inizia da Chianale. Si sale fino a raggiungere il Colle Longet (2.828 m). Dal colle si sale per cresta verso sud fino ad arrivare ai piedi della struttura sommitale. Seguendo alcune indicazioni che si trovano in loco si supera il torrione sommitale.